# Saulius Ruškys
Saulius Ruškys (Klaipėda, 18 d'abril de 1974) va ser un ciclista lituà, que fou professional entre 1999 i 2006. Les seves principals victòries foren un campionat nacional en ruta i la París-Troyes de 1998.

## Palmarès
- 1993
  - 1r a la Stuttgart–Estrasburg
- 1995
  - Vencedor d'una etapa del Circuit franco-belga
- 1998
  - 1r a la París-Troyes
- 1999
  -  Campió de Liutània en ruta
  - 1r al Lincoln International GP
  - 1r al Premi d'Armorique de la Mi-août bretonne
  - Vencedor d'una etapa del Tour de la Somme
- 2001
  - Vencedor d'una etapa del Regio-Tour
  - Vencedor d'una etapa de la París-Corrèze
  - Vencedor d'una etapa de la Herald Sun Tour
- 2002
  - Vencedor d'una etapa dels Tres dies de De Panne-Koksijde
- 2003
  - Vencedor d'una etapa de la Volta a la Baixa Saxònia
- 2004
  - Vencedor d'una etapa del Tour de la Manche
  - Vencedor d'una etapa del Tour del Llemosí
- 2005
  - Vencedor d'una etapa del Circuit de Lorena